# Yvoir
Yvoir är en kommun i Belgien.   Den ligger i provinsen Namur och regionen Vallonien, i den centrala delen av landet, 70 km sydost om huvudstaden Bryssel. Antalet invånare är 9 280.
Trakten runt Yvoir består till största delen av jordbruksmark. Runt Yvoir är det ganska tätbefolkat, med 116 invånare per kvadratkilometer.